# Lam Awee
Lam Awee is een bestuurslaag in het regentschap Aceh Besar van de provincie Atjeh, Indonesië. Lam Awee telt 261 inwoners (volkstelling 2010).